# Comme on s'aime
Chansons représentant Monaco au Concours Eurovision de la chanson
Un banc, un arbre, une rue
(1971) Un train qui part
(1973)
Comme on s'aime est une chanson écrite par Jean Dréjac, composée par Raymond Bernard et interprétée par le duo français Anne-Marie Godart et Peter McLane, sortie en 45 tours en 1972.
C'est la chanson ayant été sélectionnée pour représenter Monaco au Concours Eurovision de la chanson 1972 le 25 mars à Édimbourg.

## À l'Eurovision
La chanson est intégralement interprétée en français, langue officielle de Monaco, comme le veut la coutume avant 1966. L'orchestre est dirigé par le compositeur de la chanson Raymond Bernard.
Comme on s'aime est la quinzième chanson interprétée lors de la soirée du concours, suivant Härliga sommardag de Family Four pour la Suède et précédant À la folie ou pas du tout de Serge et Christine Ghisoland pour la Belgique.
À l'issue du vote, elle obtient 65 points et se classe 16e sur 18 chansons,.

## Liste des titres
| A1. | Comme on s'aime (Peter McLane & Anne-Marie Godart) | Jean Dréjac, Raymond Bernard                   | 2:46 |
| B1. | Oublie-moi (Peter McLane)                          | Carlos Iturbide, Annibal Conti, Michel Mallory | 2:55 |

## Historique de sortie
| Pays      | Date | Format   | Label   |
| --------- | ---- | -------- | ------- |
| France,   | 1972 | 45 tours | Philips |
| Allemagne | 1972 | 45 tours | Philips |
| Espagne   | 1972 | 45 tours | Philips |
| Portugal  | 1972 | 45 tours | Philips |